# Lappa

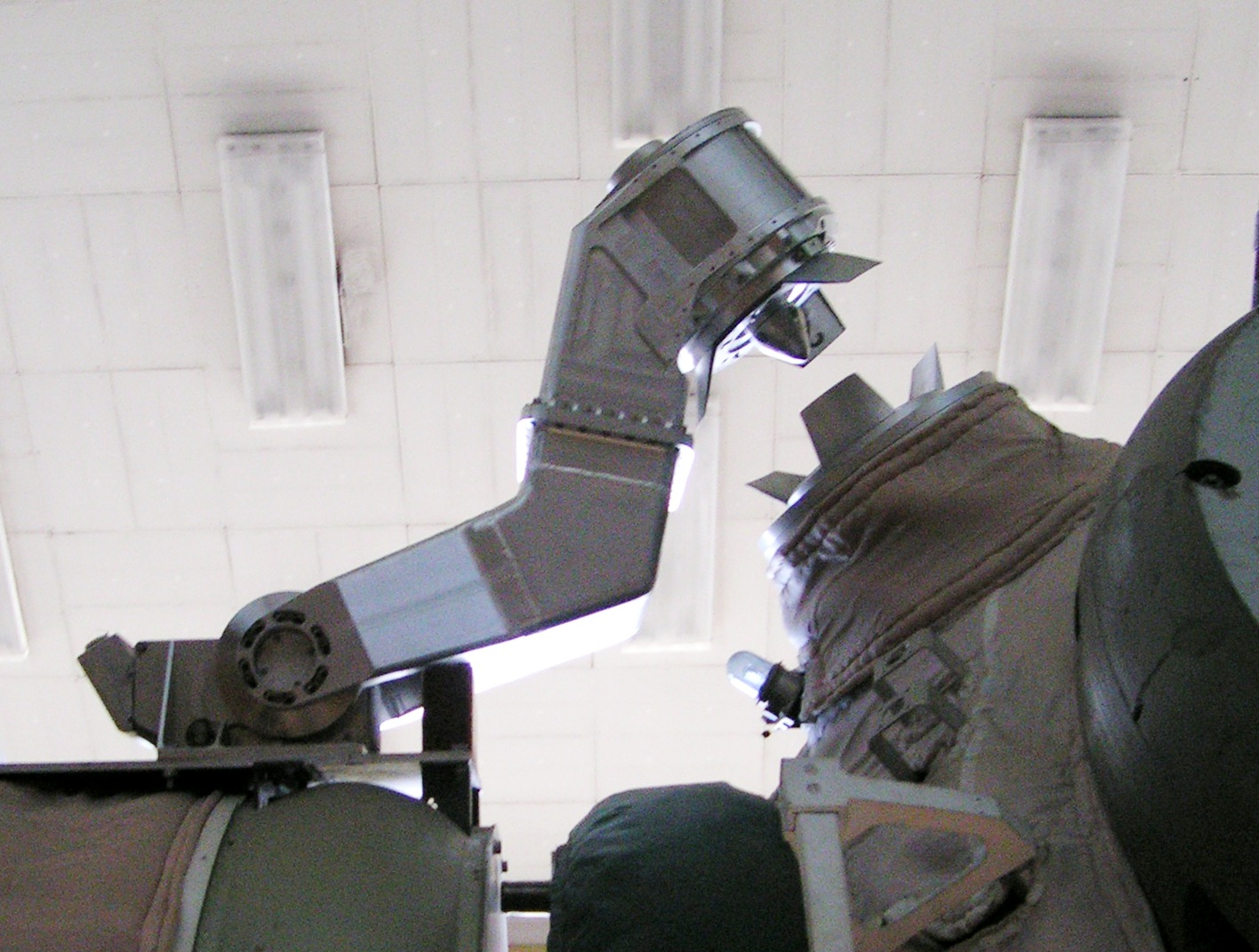
Ramię Lappa na makiecie Mira Centrum Wyszkolenia Kosmonautów im. J. Gagarina.

Lappa (ros. Ляппа) – robotyczne ramię używane przy konstrukcji stacji Mir do przemieszczania modułów stacji Mir z portu osiowego, do którego cumowały, na porty obwodowe. Elementy styku były na stałe zamontowane na obwodowych portach cumowniczych. Ramię łączyło się gniazdem, znajdującym się na węźle cumowniczym, niedaleko przejściowej sekcji modułu bazowego.
Moduły Kwant-2, Kristałł, Spiektr i Priroda wyposażone były w takie ramiona. Po zadokowaniu do modułu bazowego mechanizm zatrzaskiwał się, blokując pozycję modułu na głównym węźle cumowniczym. Cięgło głównego węzła cofało się, a mechanizm ramienia unosił i obracał moduł o 90°, umożliwiając jego cumowanie na jednym z węzłów obwodowych.

## Galeria

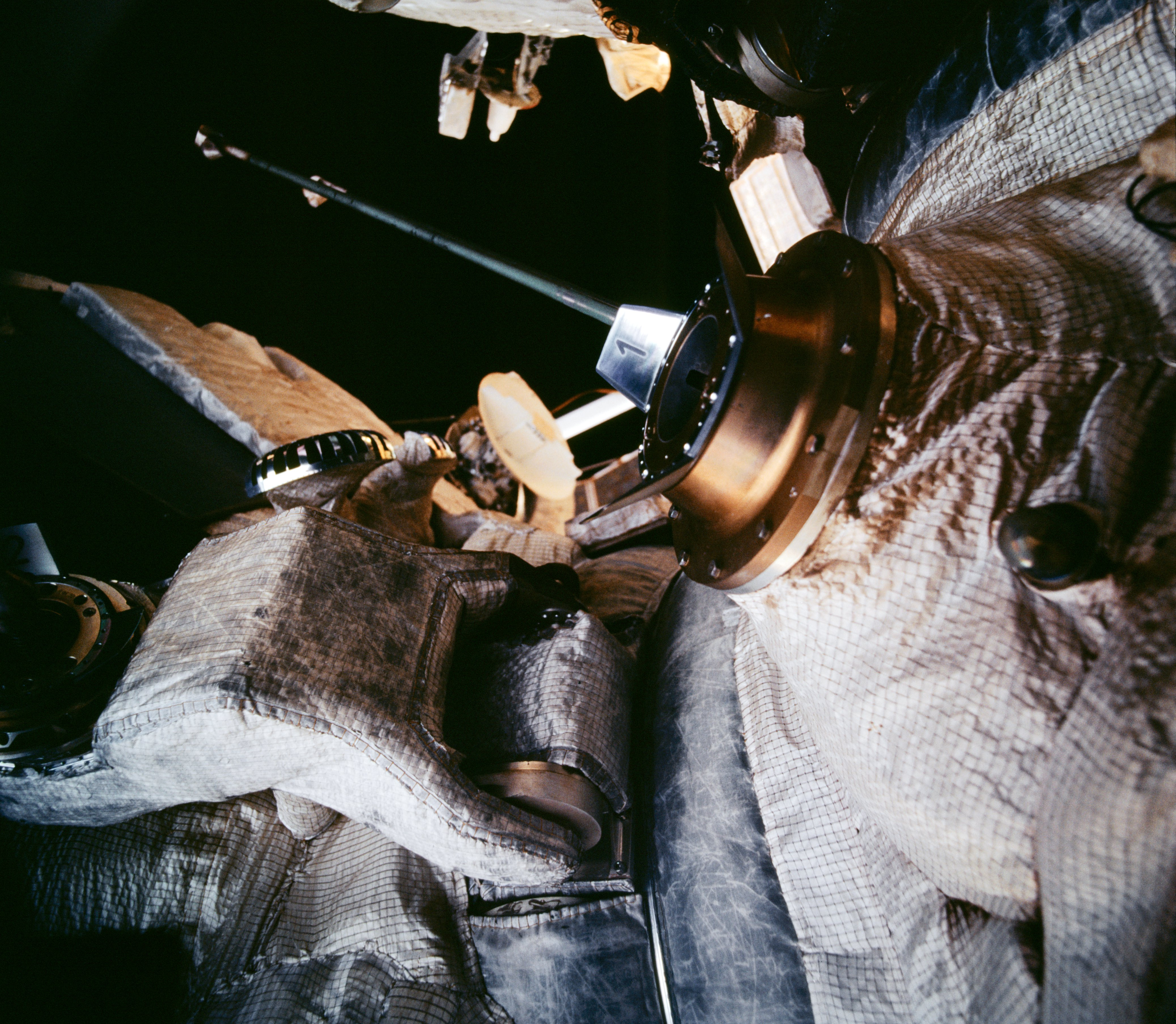
Ramię Lappa i gniazdo mocujące Mir
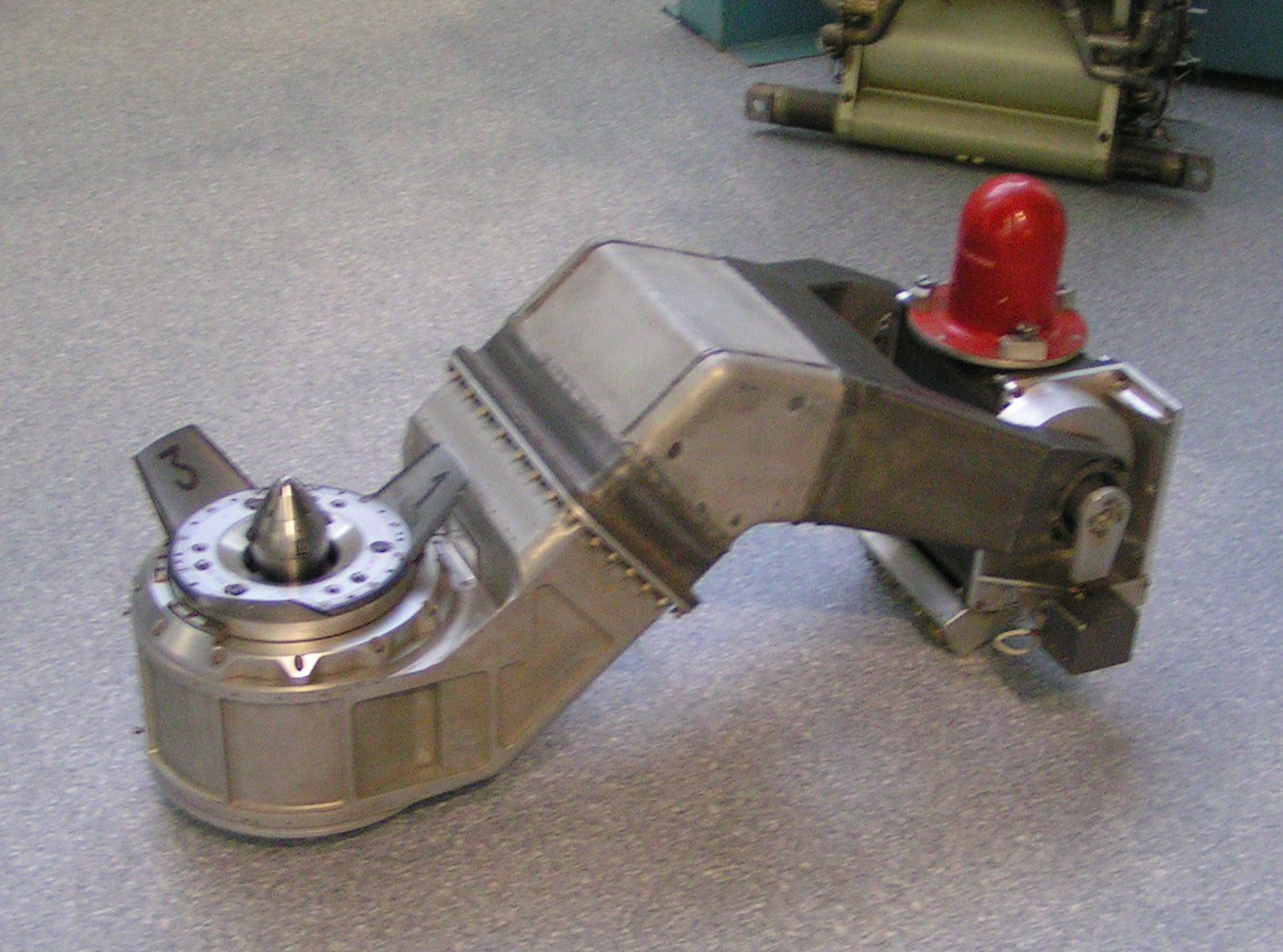
Ramię Lappa w muzeum zakładowycm RKK Energia
Diagram relokacji modułu Kwant-2.
- Diagram relokacji modułów na głównym węźle cumowniczym Mira